# 192P/Shoemaker-Levy
192P/Shoemaker-Levy lub Shoemaker-Levy 1 – kometa krótkookresowa, należąca do rodziny komet Jowisza. 

## Odkrycie
Kometa została odkryta 18 września 1990 roku. Jej odkrywcami jest trójka astronomów Carolyn Shoemaker, Eugene Shoemaker oraz David Levy.

## Orbita komety i właściwości fizyczne
Orbita komety 192P/Shoemaker-Levy ma kształt elipsy o mimośrodzie 0,77. Jej peryhelium znajduje się w odległości 1,53 j.a., aphelium zaś 11,87 j.a. od Słońca. Jej okres obiegu wokół Słońca wynosi 17,34 roku, nachylenie orbity do ekliptyki to wartość 24,39˚.
Wielkość jądra komety nie przekracza kilku kilometrów.